# Улянівка (Шепетівський район)
Уля́нівка — село в Україні, у Берездівській сільській громаді Шепетівського району Хмельницької області. Населення становить 57 осіб.

## Географія
На західній стороні від села пролягає автошлях Т 1804.

## Історія
7 (20) листопада 1917 року, відповідно до Третього Універсалу Української Центральної Ради, увійшло до складу Української Народної Республіки.
12 червня 2020 року, відповідно до розпорядження Кабінету Міністрів України № 727-р «Про визначення адміністративних центрів та затвердження територій територіальних громад Хмельницької області», увійшло до складу Берездівської сільської громади.
19 липня 2020 року, в результаті адміністративно-територіальної реформи та ліквідації Славутського району, село увійшло до складу Шепетівського району.

## Символіка
Затверджена в жовтні 2015 р. рішенням сесії сільської ради.

### Герб
На лазуровому щиті стоїть срібний лелека з чорним оперенням та червоними дзьобом і лапами. На червоній главі три срібних квітки яблуні в балку. Щит вписаний у декоративний картуш і увінчаний золотою сільською короною. Унизу картуша напис «УЛЯНІВКА».
Лелека — символ рідного дому. Три квітки яблуні означають багатство і процвітання. Корона означає статус населеного пункту.

### Прапор
Квадратне полотнище складається з двох горизонтальних смуг — червоної і синьої — у співвідношенні 1:2. На верхній смузі три білих квітки яблуні в горизонтальну лінію.

## Населення
Згідно з переписом УРСР 1989 року чисельність наявного населення села становила 96 осіб, з яких 39 чоловіків та 57 жінок.
За переписом населення України 2001 року в селі мешкало 58 осіб. 100 % населення вказало своєю рідною мовою українську мову.